# Оскар (97-ма церемонія вручення)
97-ма церемонія вручення нагород премії «Оскар» Академії кінематографічних мистецтв і наук за досягнення в галузі кінематографа відзначила найкращі фільми, випущені у 2024 році, та відбулася 2 березня 2025 року в театрі «Долбі», Лос-Анджелес, Каліфорнія, США.
Церемонія транслювалося в США телеканалом ABC і в прямому ефірі на Hulu, що стало першою церемонією вручення премії «Оскар», яка транслювалося в такому форматі. Конан О'Браєн уперше став ведучим шоу, а Радж Капур і Кеті Муллан повернулися як продюсери.
Голосування за номінантів на «Оскар» відкрилося 8 січня 2025 року й спочатку мало завершитися 12 січня, але через лісові пожежі в Південній Каліфорнії дедлайн для голосування був продовжений до 17 січня. Своєю чергою, оголошення номінантів, яке спочатку було заплановане на 17 січня, було перенесене на 23 січня.
Фільмом з найбільшою кількістю номінацій (13) став «Емілія Перес», за ним –  «Бруталіст» та «Wicked: Чародійка» з 10 номінаціями кожен.

## Про церемонію
У жовтні 2024 року Академія кінематографічних мистецтв і наук (AMPAS) найняла телевізійних продюсерів Раджа Капура та Кеті Муллан другий рік поспіль для спостереження за виробництвом церемонії 2025 року, а Гаміш Гамільтон став режисером телепередачі також другий рік поспіль і вп'яте загалом. 
«Ми раді повідомити про повернення нашої неймовірно динамічної та креативної команди „Оскар“ — Раджі, Кеті, Гаміша, Місті, Алани та Дейва. І ми раді оголосити про приєднання блискучого Майкла Бердена… Їхня любов до кіно, їхнє спільне творче бачення та їхній безпрецедентний досвід у телебаченні в прямому ефірі роблять їх ідеальною командою для створення виняткового шоу для нашої глобальної аудиторії в найбільший вечір кіноіндустрії», — заявили генеральний директор AMPAS Білл Крамер і президентка AMPAS Джанет Янг у пресрелізі, обґрунтовуючи свій вибір продюсерів.
У відповідь Капур і Муллан опублікували заяву, в якій зазначили, що раді знову очолити виробничу команду «Оскар» і співпрацювати з Академією та Disney/ABC, щоб допомогти створити «незабутню телевізійну ніч для любителів кіно в усьому світі».

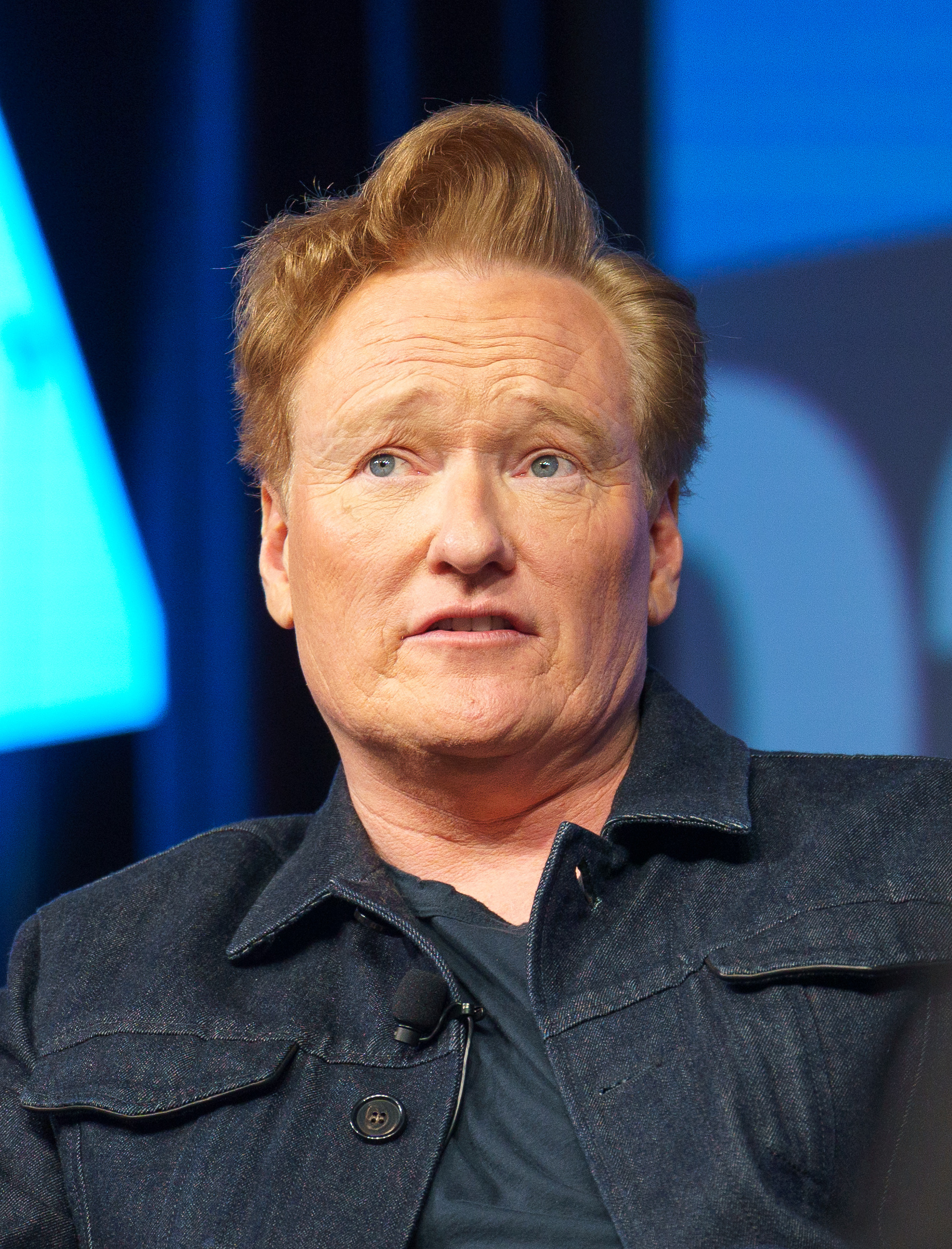
Конан О'Браєн, ведучий 97-ї церемонії вручення премії «Оскар»

Наступного місяця стало відомо, що ведучим заходу стане комік, колишній ведучий ток-шоу та подкастер Конан О'Браєн. До оголошення про ухвалення цього рішення різні джерела вказували на те, що Академія схилялася до формату, коли кілька ведучих розподіляли обов'язки протягом шоу. Повідомлялося, що Джиммі Кіммел, який був ведучим чотири рази (у 2017, 2018, 2023 та 2024 роках), і Джон Малейні, ведучий 14-ї церемонії вручення Нагороди губернаторів, який здобув багато схвальних відгуків, відмовилися від такої можливості. Зірки «Дедпула» та «Росомахи» Раян Рейнольдса та Г'ю Джекмана також могли бути серед кандидатів на роль ведучих, але Рейнольдс сказав Deadline Hollywood, що його участь малоймовірна.
До телевізійної трансляції повернулися Роб Пейн як співвиконавчий продюсер, Терін Герд і Сара Левін Гол як продюсерки, Менді Мур як хореографка-наглядачка, а також Боб Дікінсон і Ноа Мітц як дизайнери освітлення; продюсери Джефф Росс і Майк Свіні приєдналися до команди вперше. З О'Брайеном як письменники співпрацювали Амберія Аллен, Хосе Арройо, Джош Комерс, Ден Кронін, Джессі Гаскелл, Скайлер Гіглі, Берклі Джонсон, Іан Кармел, Браян Кайлі, Лорі Кілмартін, Керол Лейфер, Джон Макс, Метт О'Браєн, Агата Панаретос і Майк Свіні.
У лютому 2025 року Академія оголосила, що в телепередачі не буде минулих переможців, які представлятимуть номінантів на акторські категорії. Цей формат, який має назву «Fab 5», був уперше використаний 2009 року та охоплює п'ятьох попередніх переможців, кожен з яких представляв одного з номінантів серед акторів та акторок, повернули 2024 року після п'ятнадцятирічної відсутності. Тепер його використовуватимуть у категоріях, щоб висвітлити нестандартні таланти, а видатні володарі премії «Оскар» розповідатимуть про внесок людей, які стоять за лаштунками. Для акторських категорій переможці попередньої церемонії були підтверджені як ведучі; всі четверо виступили узагальнено, а потім назвали номінантів категорії.
Третій рік поспіль церемонія містила особливу данину поваги до франшизи про Джеймса Бонда — цього разу для вшанування давніх продюсерів франшизи Барбари Брокколі та Майкла Г. Вілсона після того, як вони здобули Нагороду імені Ірвінга Тальберга за їхній «внесок у розвиток театрального ландшафту індустрії».

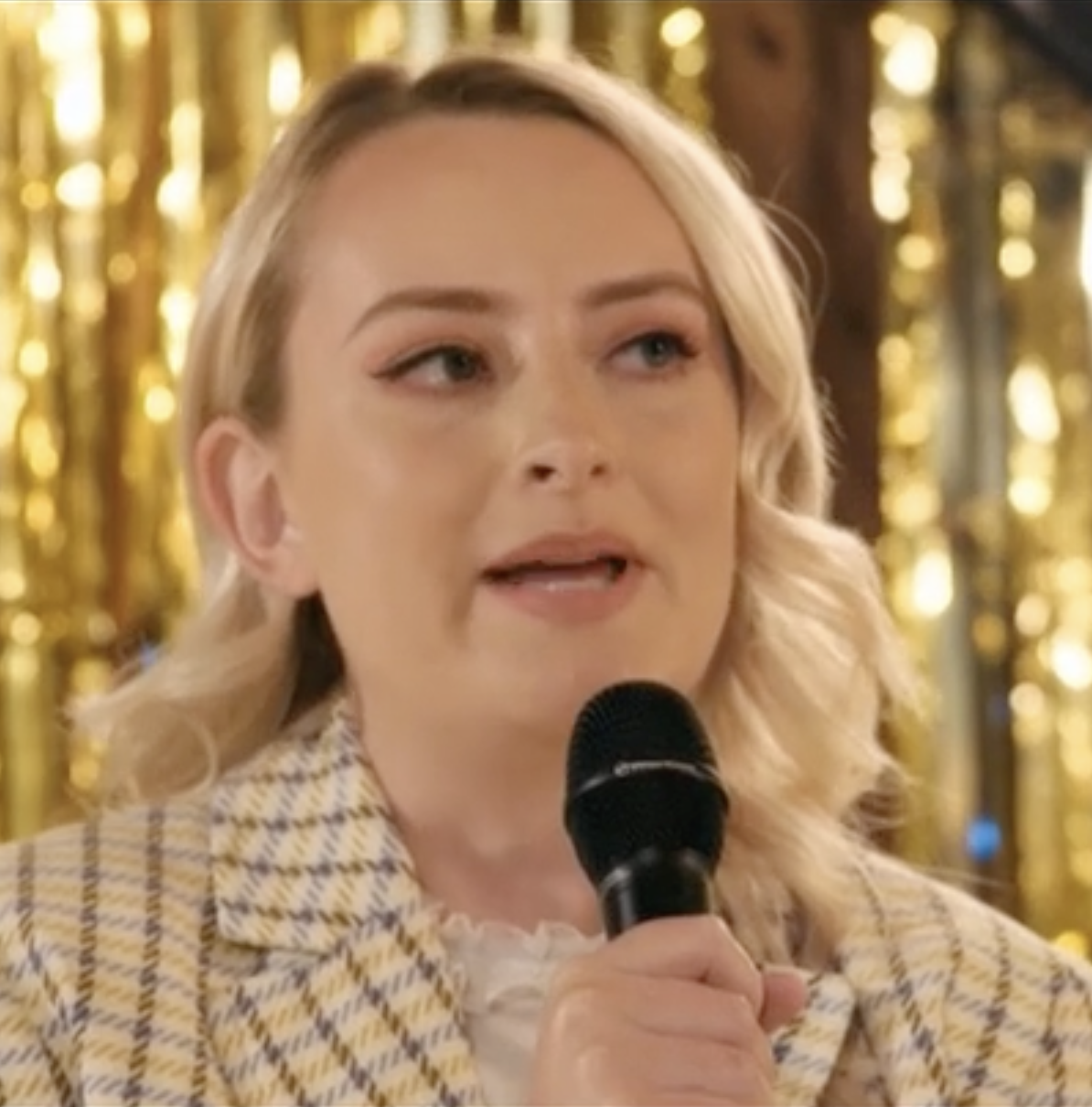
, амбасадорка соціальних мереж і кореспондента на червоній доріжці

Другий рік поспіль Амелія Дімолденберг повернуся як амбасадорка соціальних мереж і кореспондента на червоній доріжці. Окрім усього цього, церемонія вперше транслювалася в прямому ефірі на Hulu та за кордоном на Disney+.

### Наслідки лісових пожеж у Лос-Анджелесі
Голосування за майже 10 000 членів Академії розпочалося 8 січня 2025 року та мало завершитися 12 січня, але через лісові пожежі в Південній Каліфорнії термін голосування за номінацію на Оскар продовжили до 17 січня. Оголошення номінантів, яке спочатку планувалося 17 січня, було відкладене на 23 січня.
Також внаслідок лісових пожеж відбулися зміни й у самій церемонії. Академія вирішила вшанувати громаду Лос-Анджелеса та її роль у кіноіндустрії. П'ять музичних творів, номінованих на найкращу пісню до фільму, не виконували наживо, а натомість автори пісень були висвітлені через особисті роздуми та залаштункове розуміння від творчих команд, які стоять за музикою. У відповідь Товариство композиторів і ліриків, яке називає себе «провідною організацією для професійних авторів пісень і композиторів, що працюють у кіно та інших візуальних медіа» і зарахувало до членів усіх авторів пісень, номінованих на премію «Оскар» цього року, закликало Академію скасувати таке рішення та надіслало листа генеральному директору Академії, президенту та раді керівників, а також продюсерам телепередачі. Проте Академія відмовилася від коментарів. Під час віртуальної панельної дискусії для Зали слави піснярів, на якій були присутні всі номінанти, Даян Воррен (номінована за пісню «The Journey» з фільму «Батальйон 6888») визнала це рішення «надзвичайно зневажливим». Вона додала: «Ми всі написали пісні, які дійсно є невіддільною частиною фільмів, у яких вони використовуються. І, на мій погляд, це несправедливо як щодо номінантів, так і щодо глядачів не мати можливості їх почути».
У січні 2025 року, розповідаючи про те, як лісові пожежі вплинуть на підготовку церемонії та його посаду ведучого, О'Браєн сказав The Hollywood Reporter: «Це не найпростіше завдання, яке я коли-небудь мав, але я приймаю його… Це момент для всіх нас, щоб відступити й сказати: „Будь скромним“. Просто будь скромним і скажи: „Це жахлива річ, яка сталася в Лос-Анджелесі“». Того ж місяця О'Браєн зазначив на ABC News в ефірі Good Morning America: «У країні багато чого відбувається, і люди дуже напружені, це змінюється день у день. Тому зараз моя робота з моїми сценаристами полягає в тому, щоб створювати можливості… Ось що ми робимо. Ми наполегливо працюємо, щоб створювати можливості».

## Головні дати
| Дата              | Подія                                           |
| ----------------- | ----------------------------------------------- |
| 14 листопада 2024 | Кінцевий термін подання для загальних категорій |
| 17 листопада 2024 | Нагороди губернаторів                           |
| 9 грудня 2024     | Початок попереднього голосування                |
| 13 грудня 2024    | Закінчення попереднього голосування             |
| 17 грудня 2024    | Оголошення короткого списку премії «Оскар»      |
| 31 грудня 2024    | Дата кінцевого допущення фільмів                |
| 8 січня 2025      | Голосування за номінації                        |
| 17 січня 2025     | Голосування за кандидатури                      |
| 23 січня 2025     | Оголошення номінантів премії «Оскар»            |
| 10 лютого 2025    | Обід номінантів                                 |
| 11 лютого 2025    | Початок фінального голосування                  |
| 18 лютого 2025    | Закінчення фінального голосування               |
| 18 лютого 2025    | Науково-технічні нагороди                       |
| 2 березня 2025    | 97-ма церемонія вручення нагород премії «Оскар» |

## Список номінантів та переможців
| Найкращий фільм | Найкраща режисерська робота |
| --- | --- |
| - «Анора» — Алекс Коко, Саманта Кван, Шон Бейкер, продюсери - «Бруталіст» — Тревор Метьюс, Нік Гордон, Браян Янг, Ендю Моррісон, Ендю Лорен, Д. Дж. Гугенгейм, Бреді Корбет, продюсери - «Боб Ділан: Цілковитий незнайомець» — Фред Бергер, Джеймс Менголд, Алекс Гейнеман, продюсери - «Конклав» — Тесса Росс, Джульєтт Говелл, Майкл Джекман - «Дюна: Частина друга» — Мері Перент, Кейл Бойтер, Таня Лапойнт, Дені Вільнев, продюсери - «Емілія Перес» — Паскаль Кошето, Жак Одіар, продюсери - «Я все ще тут» — Марія Карлота Бруно, Родріго Тейшейра, продюсери - «Хлопчаки з «Нікеля»» — Деде Гарднер, Джеремі Кляйнер, Джослін Барнс, продюсери - «Субстанція» — Коралі Фаржа, Тім Беван, Ерік Феллнер, продюсери - «Wicked: Чародійка» — Марк Платт, продюсер | - Шон Бейкер — «Анора» - Бреді Корбет — «Бруталіст» - Джеймс Менголд — «Боб Ділан: Цілковитий незнайомець» - Жак Одіар — «Емілія Перес» - Коралі Фаржа — «Субстанція» |
| Найкраща чоловіча роль | Найкраща жіноча роль |
| - Едрієн Броуді — «Бруталіст» як Ласло Тот - Тімоті Шаламе — «Боб Ділан: Цілковитий незнайомець» як Боб Ділан - Колман Домінго — «Сінг-сінг» як Джон «Божественний Джі» Вітфілд - Рейф Файнз — «Конклав» як кардинал Томас Лоуренс - Себастіан Стен — «Учень. Історія Трампа» як Дональд Трамп | - Майкі Медісон — «Анора» як Анора «Ані» Міхеєва - Синтія Еріво — «Wicked: Чародійка» як Ельфаба Тропп - Карла Софія Гаскон — «Емілія Перес» як Емілія Перес / Хуан «Манітас» Дель Монте - Демі Мур — «Субстанція» як Елізабет Спаркл - Фернанда Торрес — «Я все ще тут» як Юніс Пайва |
| Найкраща чоловіча роль другого плану | Найкраща жіноча роль другого плану |
| - Кіран Калкін — «Справжній біль» як Бенджі Каплан - Юра Борисов — «Анора» як Ігор - Едвард Нортон — «Боб Ділан: Цілковитий незнайомець» як Піт Сіґер - Гай Пірс — «Бруталіст» як Гаррісон Лі Ван Бюрен старший - Джеремі Стронг — «Учень. Історія Трампа» як Рой Кон | - Зої Салдана — «Емілія Перес» як Ріта Мора Кастро - Моніка Барбаро — «Боб Ділан: Цілковитий незнайомець» як Джоан Баез - Аріана Гранде — «Wicked: Чародійка» як Галінда «Глінда» Апленд - Фелісіті Джонс — «Бруталіст» як Ержебет Тот - Ізабелла Росселліні — «Конклав» як сестра Агнес |
| Найкращий оригінальний сценарій | Найкращий адаптований сценарій |
| - «Анора» — Шон Бейкер - «Бруталіст» — Бреді Корбет і Мона Фаствольд - «Справжній біль» — Джессі Айзенберг - «5 вересня» — Моріц Біндер, Тім Фельбаум, Алекс Давид - «Субстанція» — Коралі Фаржа | - «Конклав» — Пітер Строган; за мотивами роману «Конклав» Роберта Гарріса - «Боб Ділан: Цілковитий незнайомець» — Джеймс Менголд і Джей Кокс; за мотивами книги «Dylan Goes Electric!» Елайджі Волда - «Емілія Перес» — Жак Одіар; на основі лібрето опери Жака Одіара «Emilia Pérez». - «Хлопчаки з «Нікеля»» — Ремелл Росс і Джослін Барнс; за мотивами роману Колсона Вайтгеда «Хлопчаки з «Нікеля»». - «Сінг-сінг» — сценарій Грега Кведара та Клінта Бентлі; історія Грега Кведара, Клінта Бентлі, Кларенса Макліна та Джона «Божественного Джі» Вітфілда; за мотивами книги Джона Г. Річардсона «The Sing Sing Follies». |
| Найкращий анімаційний повнометражний фільм | Найкращий міжнародний художній фільм |
| - «Потік. Останній кіт на Землі» — Гінтс Зілбалодіс, Матіс Кажа, Рон Даєнс, Грегорі Залкман - «Думками навиворіт 2» — Келсі Манн і Марк Нільсен - «Мемуари Равлика» — Адам Елліот і Ліз Керні - «Воллес і Ґроміт: Перната відплата» — Нік Парк, Мерлін Кроссінгем, Річард Бік - «Дикий робот» — Кріс Сандерс і Джефф Германн | - «Я все ще тут» (португальською) — режисер Вальтер Саллес - «Емілія Перес» (іспанською) — режисер Жак Одіар - «Потік. Останній кіт на Землі» (без діалогів) — режисер Гінтс Зілбалодіс - Дівчина з голкою (данською) — режисер Магнус фон Горн - «Насіння священного інжиру» (перською) — режисер Мохаммад Расулоф |
| Найкращий документальний повнометражний фільм | Найкращий документальний короткометражний фільм |
| - «Немає іншої землі» — Басел Андра, Рейчел Сзор, Хамдан Баллал, Юваль Абрагам - «Щоденники чорної скриньки» — Шиорі Іто, Ерік Н'ярі, Ганна Аквілін - «Порцелянова війна» — Брендан Белломо, Слава Леонтьєв, Аніела Сидорська, Пола Дюпре Песмен - «Саундтрек до державного перевороту» — Йоган Грімонпре, Даан Міліус, Ремі Греллеті - «Цукровий тростник» — Джуліан Брейв Нойзкет, Емілі Кессі, Келлен Квін | - «Єдина дівчина в оркестрі» — Моллі О'Браєн і Ліза Ремінгтон - «Смерть за номерами» — Кім А. Снайдер і Дженік Л. Робіллард - «Я готовий, наглядаче» — Смріті Мундхра і Мая Гнип - «Інцидент» — Білл Моррісон і Джеймі Калвен - «Інструменти серця, що б'ється» — Ема Раян Ямазакі та Ерік Нярі |
| Найкращий ігровий короткометражний фільм | Найкращий анімаційний короткометражний фільм |
| - Я — не робот (фільм) (I'm Not a Robot (film)) — Вікторія Вармердам і Трент - «Застава» — Сем Катлер-Кройц і Девід Катлер-Кройц - «Ануя» — Адам Дж. Грейвс і Сучітра Маттаї - «Останній рейнджер» — Сінді Лі і Дарвін Шоу - «Людина, яка не могла мовчати» — Небойша Слієпчевич і Даніель Пек | - «У тіні кипариса» — Ширін Сохані й Хоссейн Молаємі - «Красиві чоловіки» — Ніколас Кеппенс і Брехт Ван Елсланде - «Чарівні цукерки» — Дайсуке Нішіо й Такаші Васіо - «Мандруй до дива» — Ніна Ганц і Стінетт Босклоппер - «Фу!» — Луїк Еспуш і Жульєтт Марке |
| Найкраща музика до фільму | Найкраща пісня до фільму |
| - «Бруталіст» — Деніел Блумберг - «Конклав» — Фолькер Бертельманн - «Емілія Перес» — Клеман Дюколь і Camille - «Wicked: Чародійка» — Джон Пауелл і Стівен Шварц - «Дикий робот» — Кріс Бауерс | - «El Mal» з «Емілія Перес» — музика Клемана Дюколя та Camille; слова Клемана Дюколя, Camille та Жака Одіара - «The Journey» з «Батальйон 6888» — музика та слова Даян Воррен - «Like a Bird» з «Сінг-сінг» — музика та слова Абрахама Александера й Адріана Кесада - «Mi Camino» з «Емілія Перес» — музика та слова Camille й Клемана Дюколя - «Never Too Late» з «Елтон Джон: Ніколи не пізно» — музика та слова Елтона Джона, Бренді Карлайл, Ендрю Вотта й Берні Топіна |
| Найкращий звук | Найкраща робота художника-постановника |
| - «Дюна: Частина друга» — Гарет Джон, Річард Кінг, Рон Бартлетт, Дуг Гемфілл - «Боб Ділан: Цілковитий незнайомець» — Тод А. Мейтленд, Дональд Сильвестр, Тед Каплан, Пол Мессі, Девід Джаммарко - «Емілія Перес» — Ерван Керзанет, Аймерік Девольдер, Максенс Дюссер, Сиріл Хольц, Нільс Барлетта - «Wicked: Чародійка» — Саймон Гейз, Ненсі Нугент Титл, Джек Долман, Енді Нельсон, Джон Маркіз - «Дикий робот» — Ренді Том, Браян Чамні, Гері А. Ріццо, Лефф Леффертс | - «Wicked: Чародійка» — Натан Кроулі (художник-постановник), Лі Сандейлс (декорації) - «Бруталіст» — Джуді Беккер (художниця-постановниця), Патриція Кучча (декорації) - «Конклав» — Сьюзі Дейвіс (художниця-постановниця), Синтія Слейтер (декорації) - «Дюна: Частина друга» — Патріс Верметт (художник-постановник), Шейн Віо (декорації) - «Носферату» — Крейг Летроп (художник-постановник), Беатріс Брентнерова (декорації) |
| Найкраща операторська робота | Найкращий грим та зачіски |
| - «Бруталіст» — Лол Кроулі - «Дюна: Частина друга» — Грег Фрейзер - «Емілія Перес» — Поль Гійом - «Марія» — Ед Лахман - «Носферату» — Джарін Блашке | - «Субстанція» — П'єр-Олівер Персен, Стефані Гійон, Мерілін Скарселлі - «Інша людина» — Майк Маріно, Девід Престо, Крістал Хурадо - «Емілія Перес» — Джулія Флох Карбонель, Еммануель Жанв'є, Жан-Крістоф Спадачіні - «Носферату» — Девід Вайт, Трейсі Лодер, Сюзанна Стокс-Мунтон - «Wicked: Чародійка» — Френсіс Геннон, Лора Блаунт, Сара Нут |
| Найкращий дизайн костюмів | Найкращий монтаж |
| - «Wicked: Чародійка» — Пол Тейзвелл - «Боб Ділан: Цілковитий незнайомець» — Аріанна Філліпс - «Конклав» — Лізі Крістл - «Гладіатор 2» — Джанті Єйтс, Дейв Кроссман - «Носферату» — Лінда Муір | - «Анора» — Шон Бейкер - «Бруталіст» — Девід Янчо - «Конклав» — Нік Емерсон - «Емілія Перес» — Джульєтта Велфлінг - «Wicked: Чародійка» — Майрон Керштайн |
| Найкращі візуальні ефекти | |
| - «Дюна: Частина друга» — Пол Ламберт, Стівен Джеймс, Ріс Солкомб, Герд Нефцер - «Чужий: Ромул» — Ерік Барба, Нельсон Сепульведа-Фаузер, Даніель Макарін, Шейн Маган - «Роббі Вільямс: Better Man» — Люк Міллар, Девід Клейтон, Кіт Герфт, Пітер Стаббс - «Королівство планети мавп» — Ерік Вінквіст, Стівен Унтерфранц, Пол Сторі, Родні Берк - «Wicked: Чародійка» — Пабло Гельман, Джонатан Фокнер, Дейв Ширк, Пол Корболд | |

### Галерея

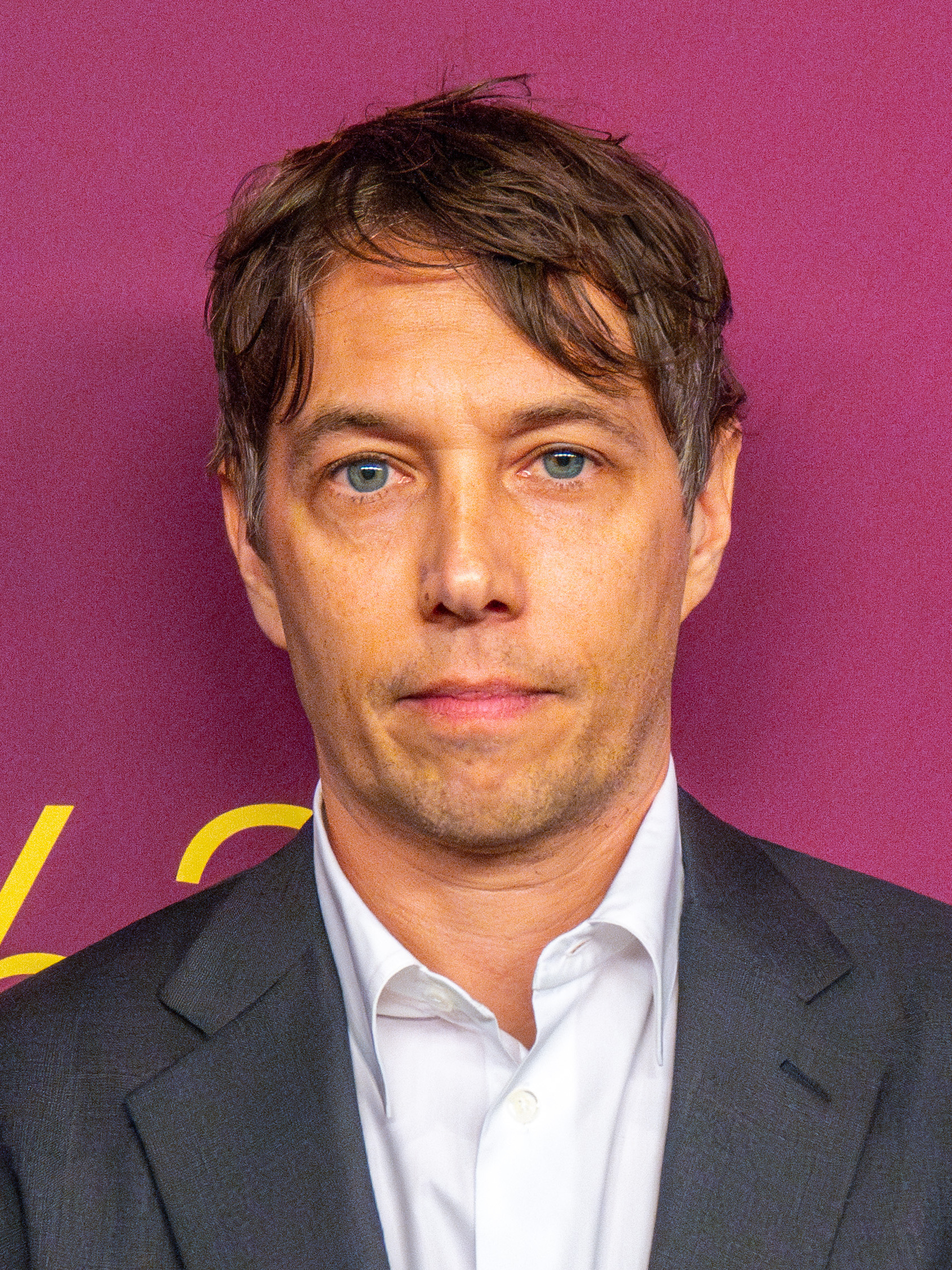
Шон Бейкер, найкращий фільм, режисер, оригінальний сценарій, монтаж
Едрієн Броуді, найкращий актор
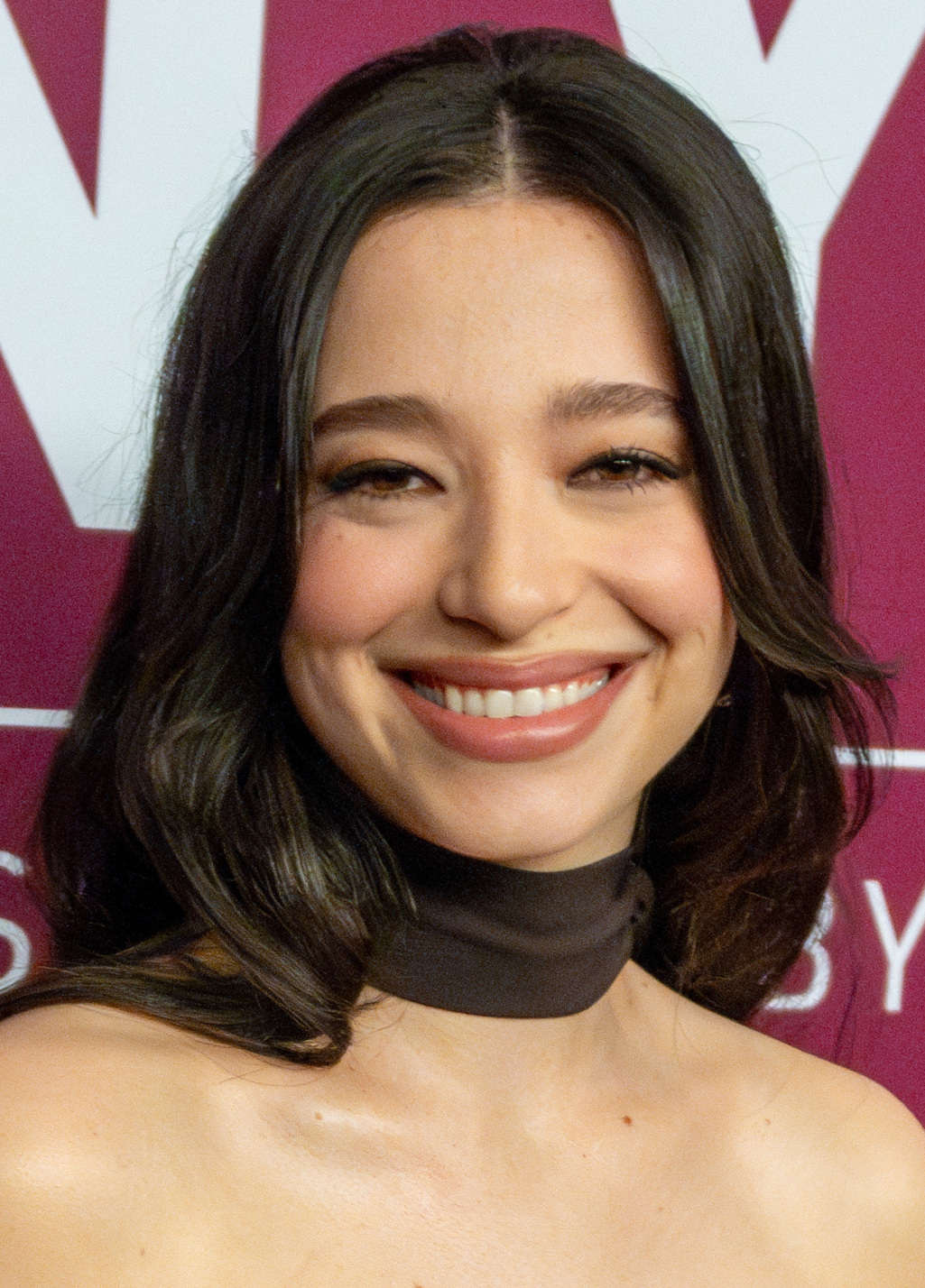
Майкі Медісон, найкраща акторка
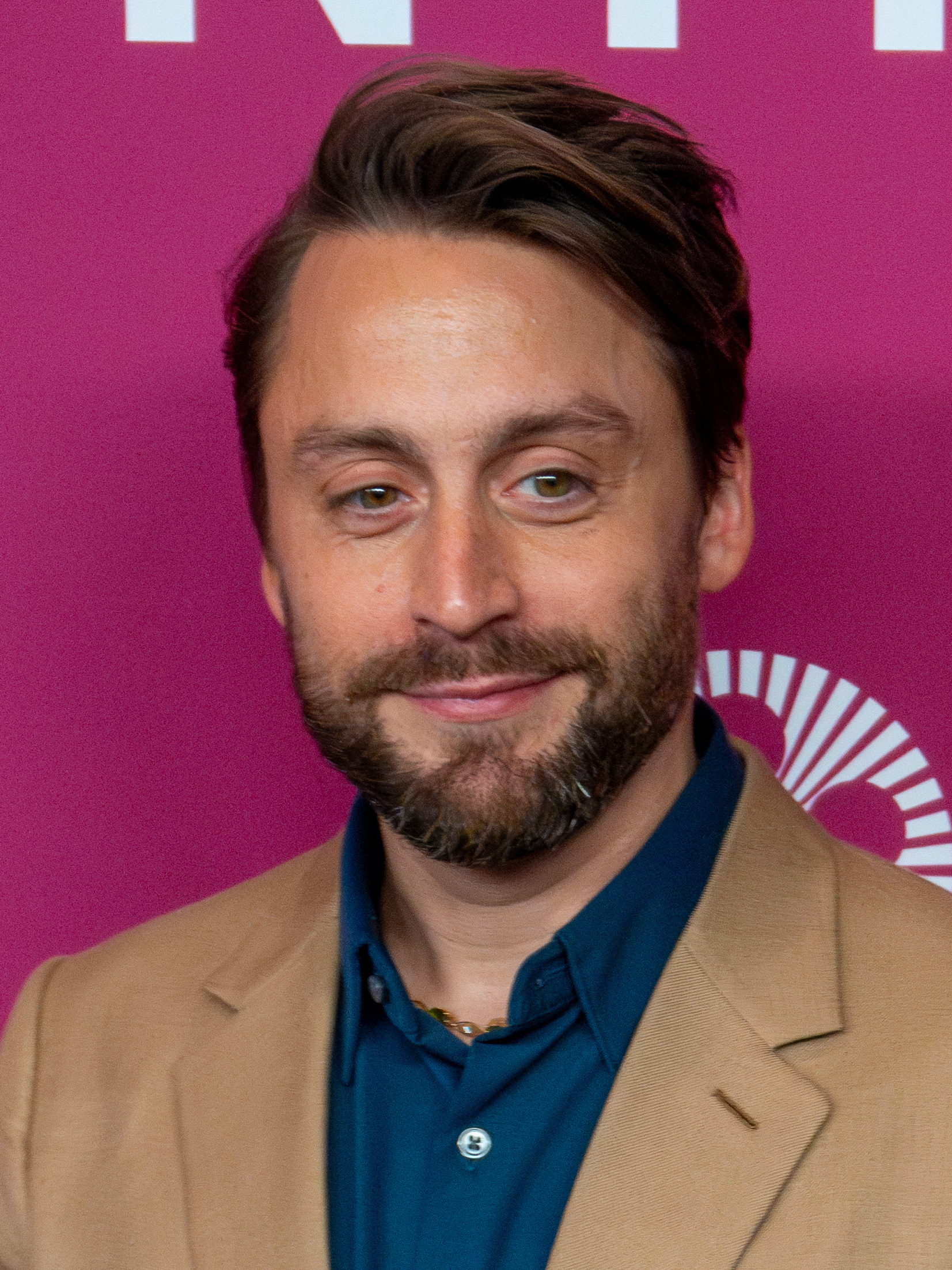
Кіран Калкін, найкращий актор другого плану
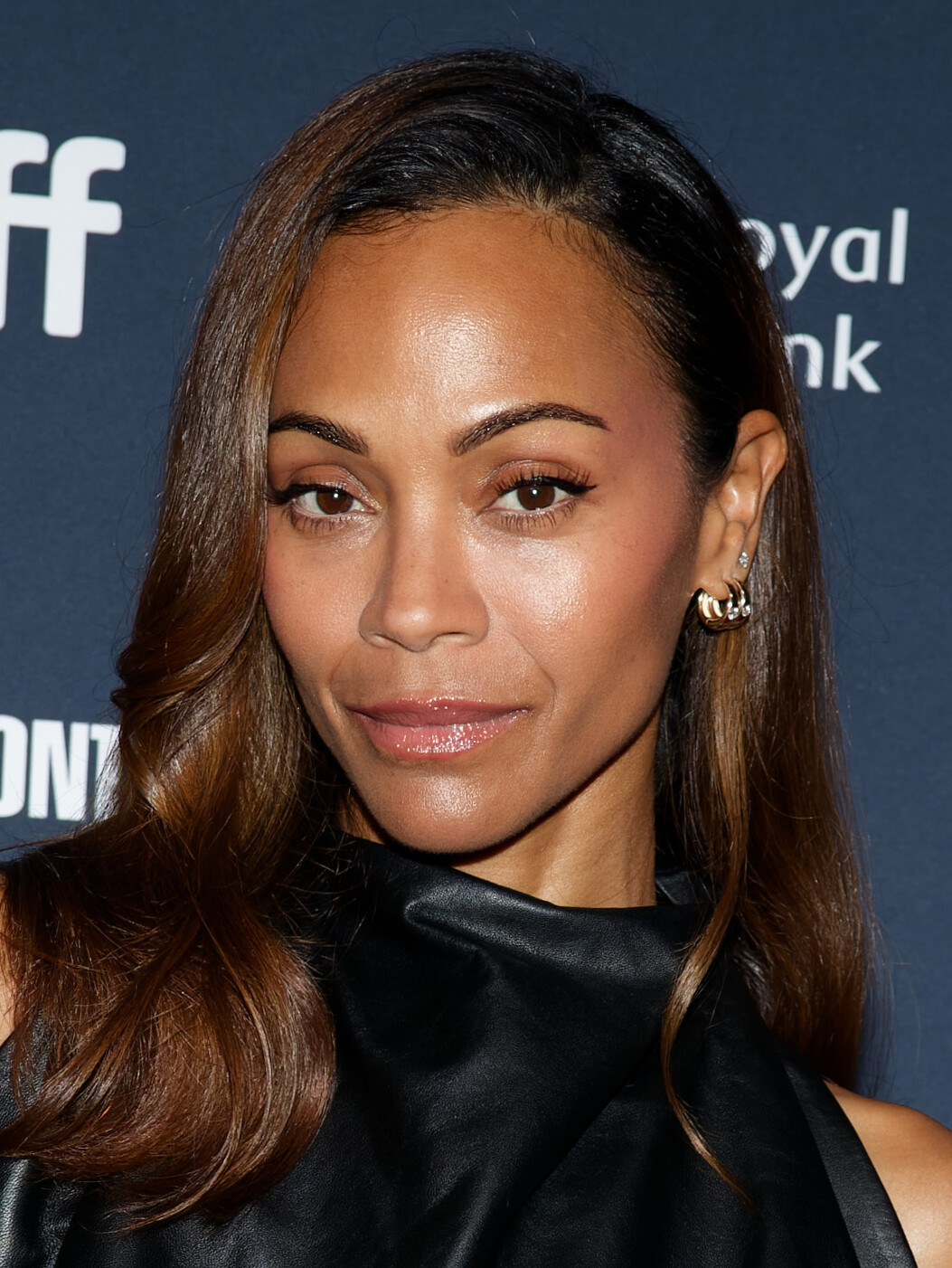
Зої Салдана, найкраща акторка другого плану
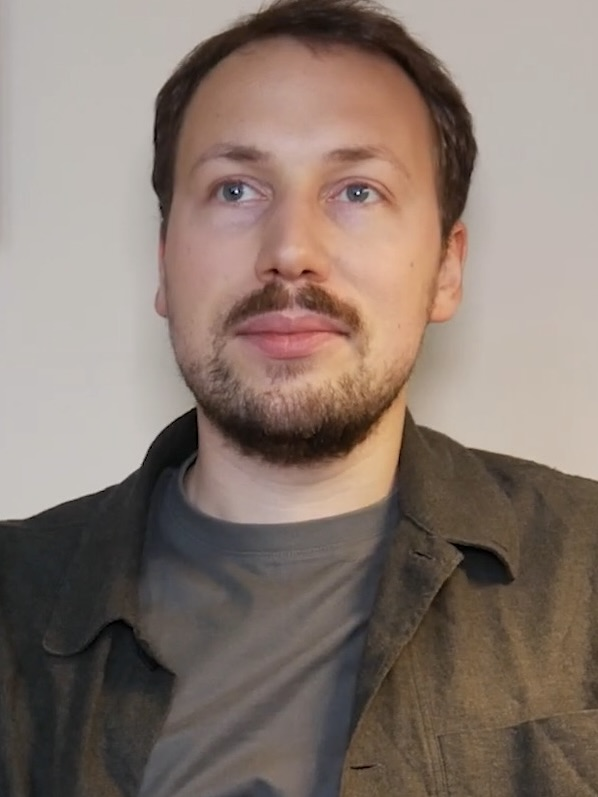
Гінтс Зілбалодіс[en], співпереможець за найкращий анімаційний фільм
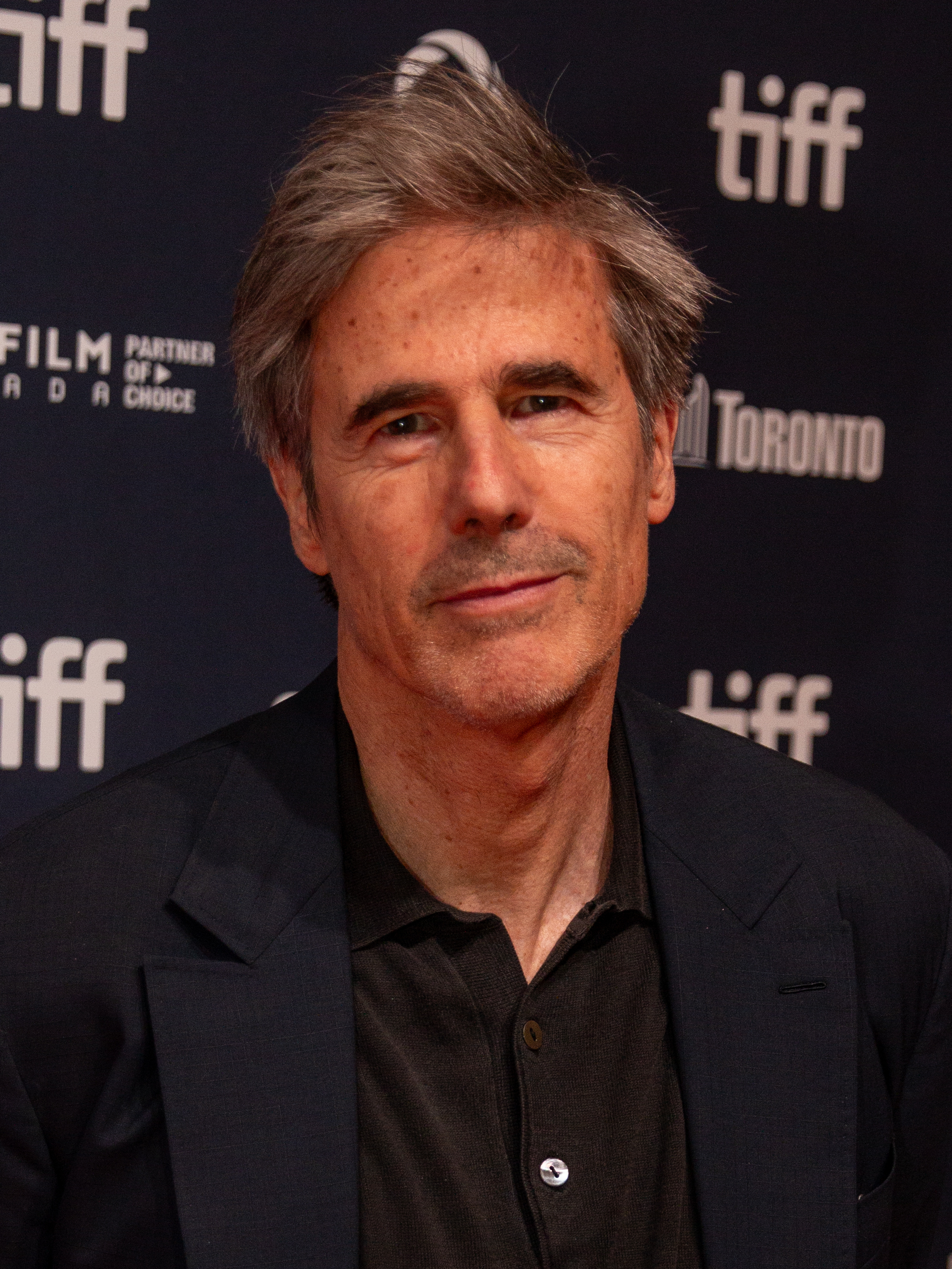
Вальтер Саллес[en], найкращий міжнародний повнометражний фільм
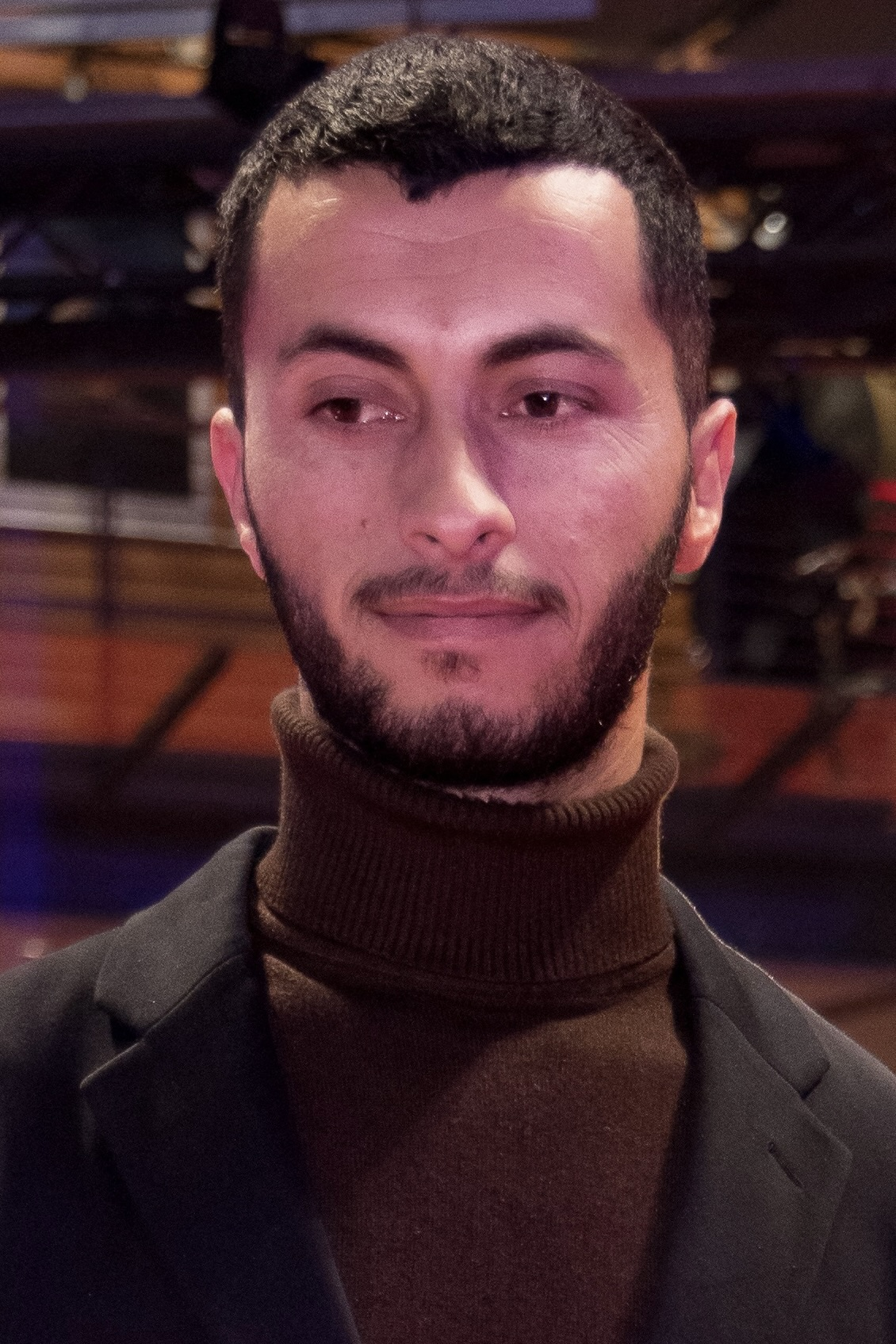
Басел Андра[en], співпереможець за повнометражний документальний фільм
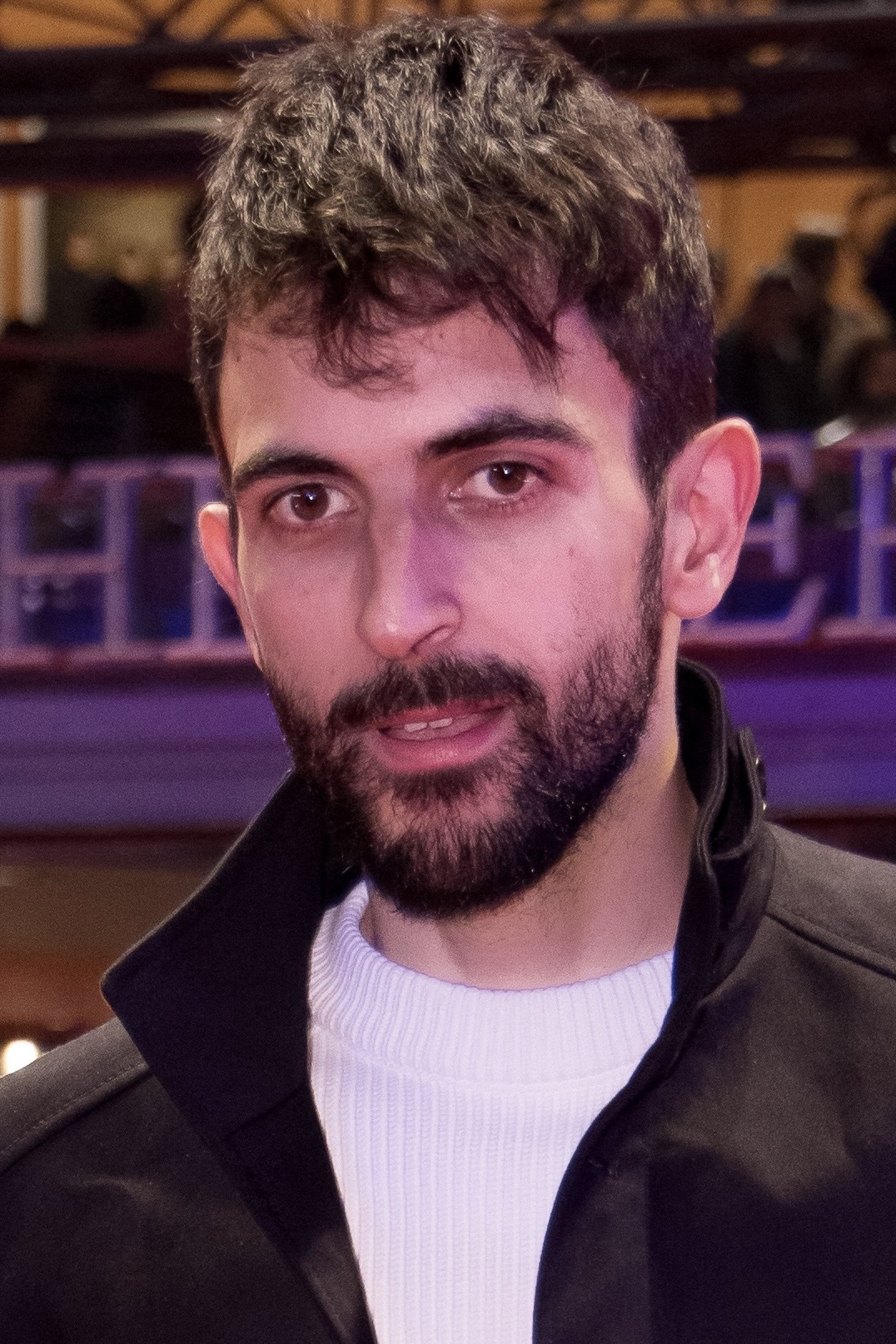
Юваль Абрагам[en], співпереможець за повнометражний документальний фільм
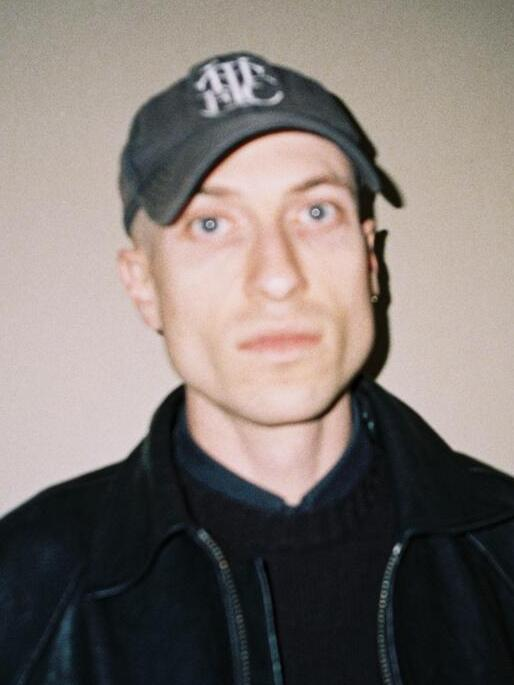
Деніел Блумберг[en], найкраща музика до фільму
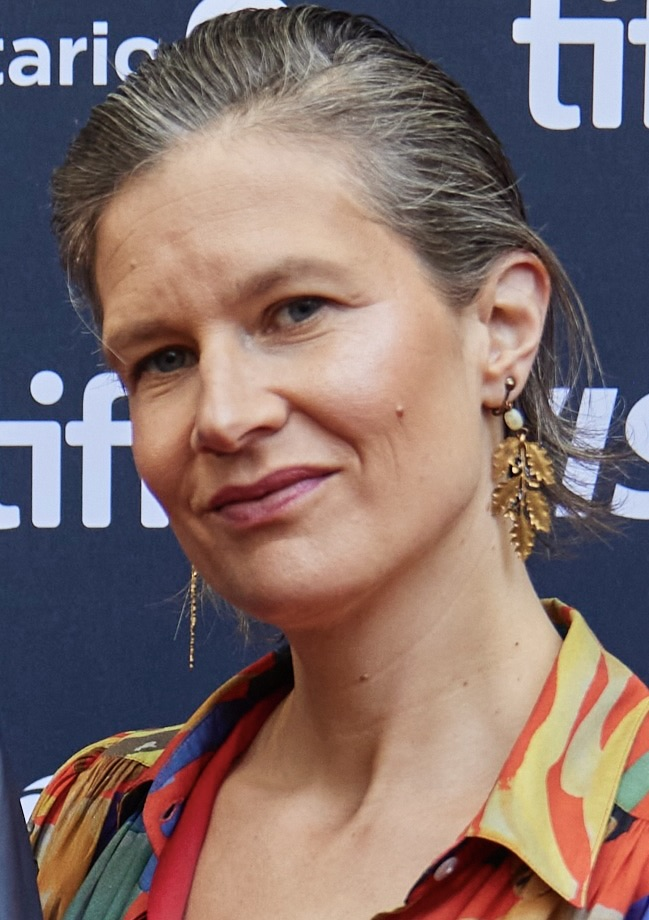
Camille[en], найкраща пісня до фільму
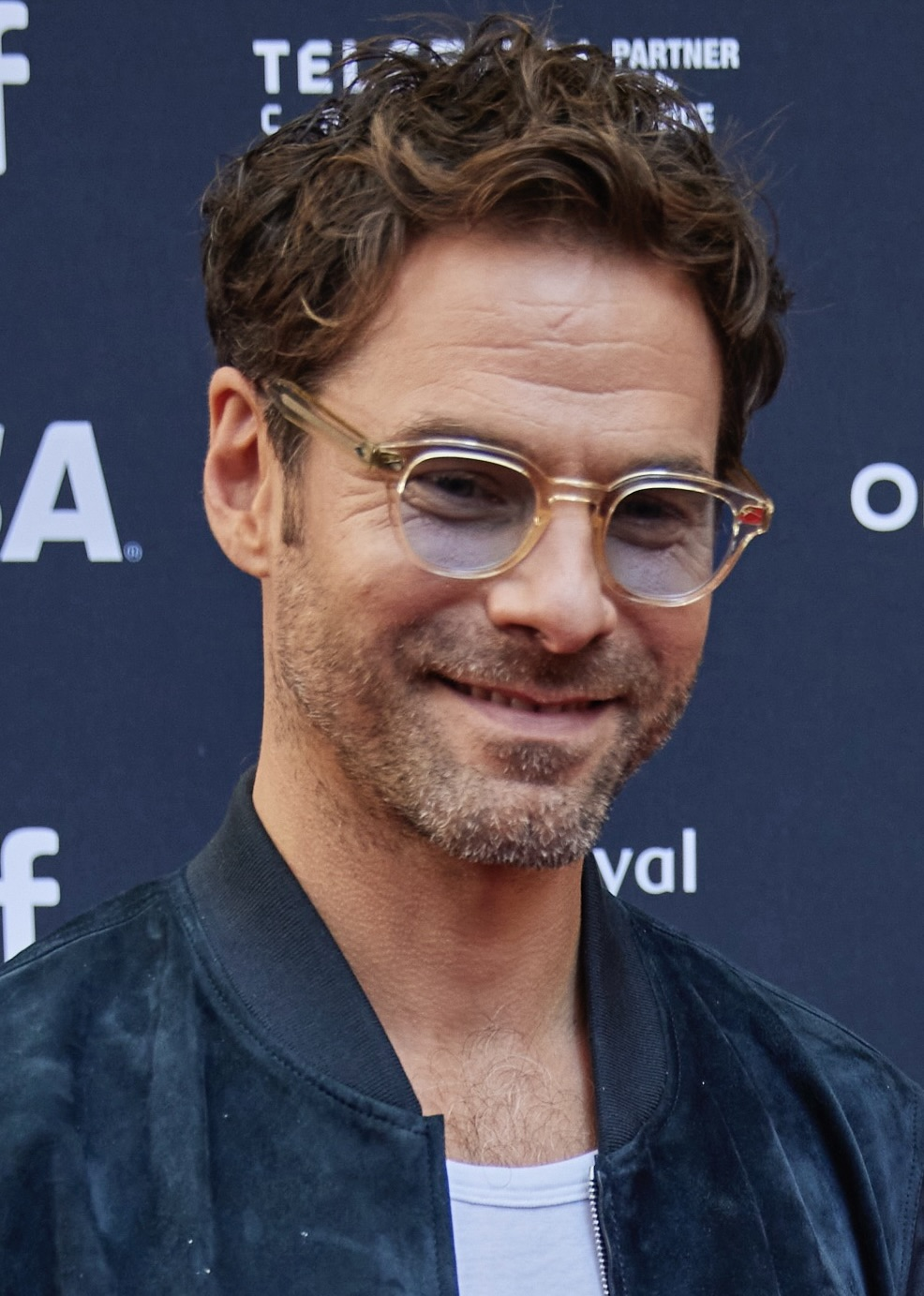
Клеман Дюколь[en], найкраща пісня до фільму
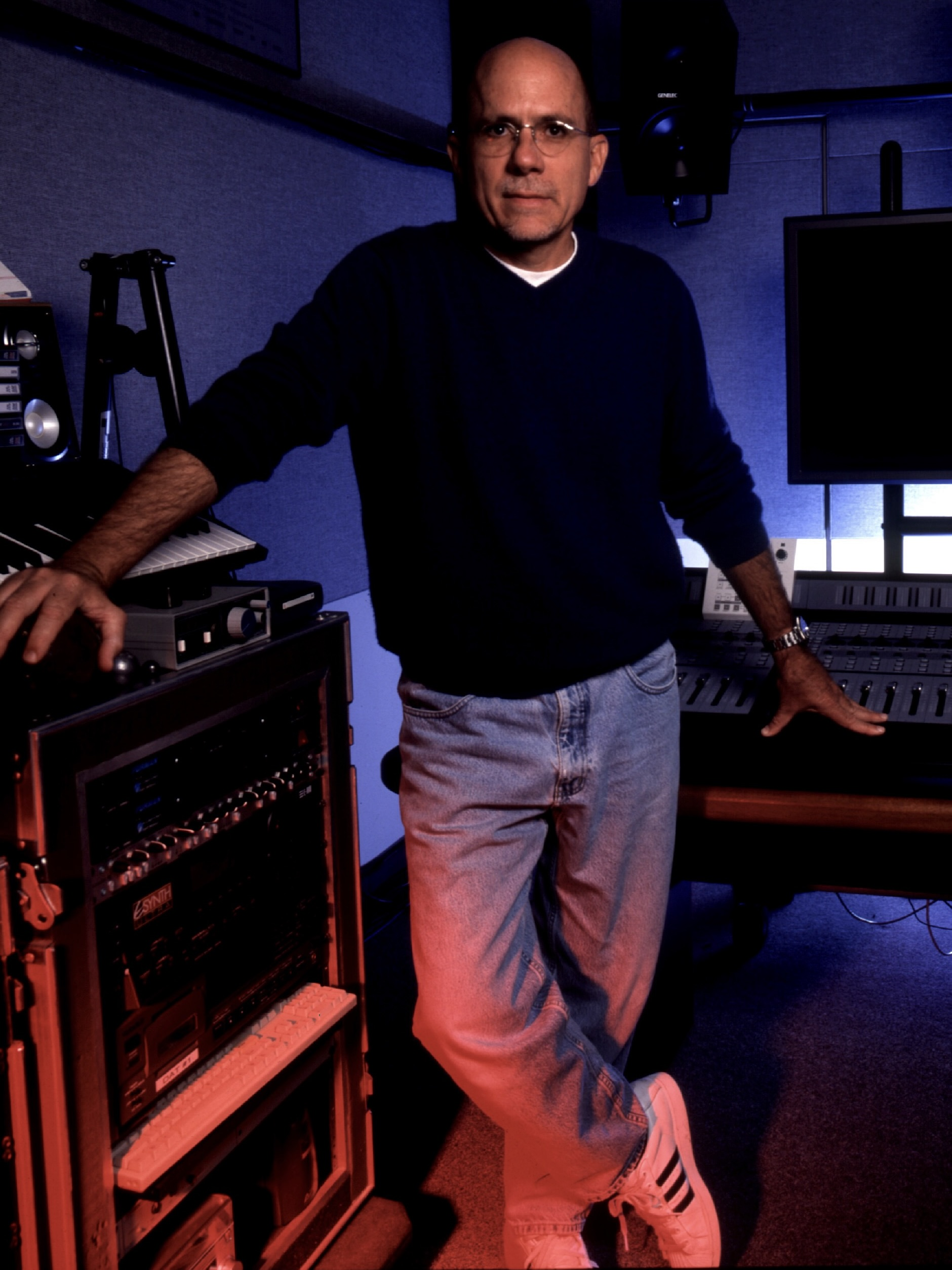
Річард Кінг[en], співавтор за найкращий звук
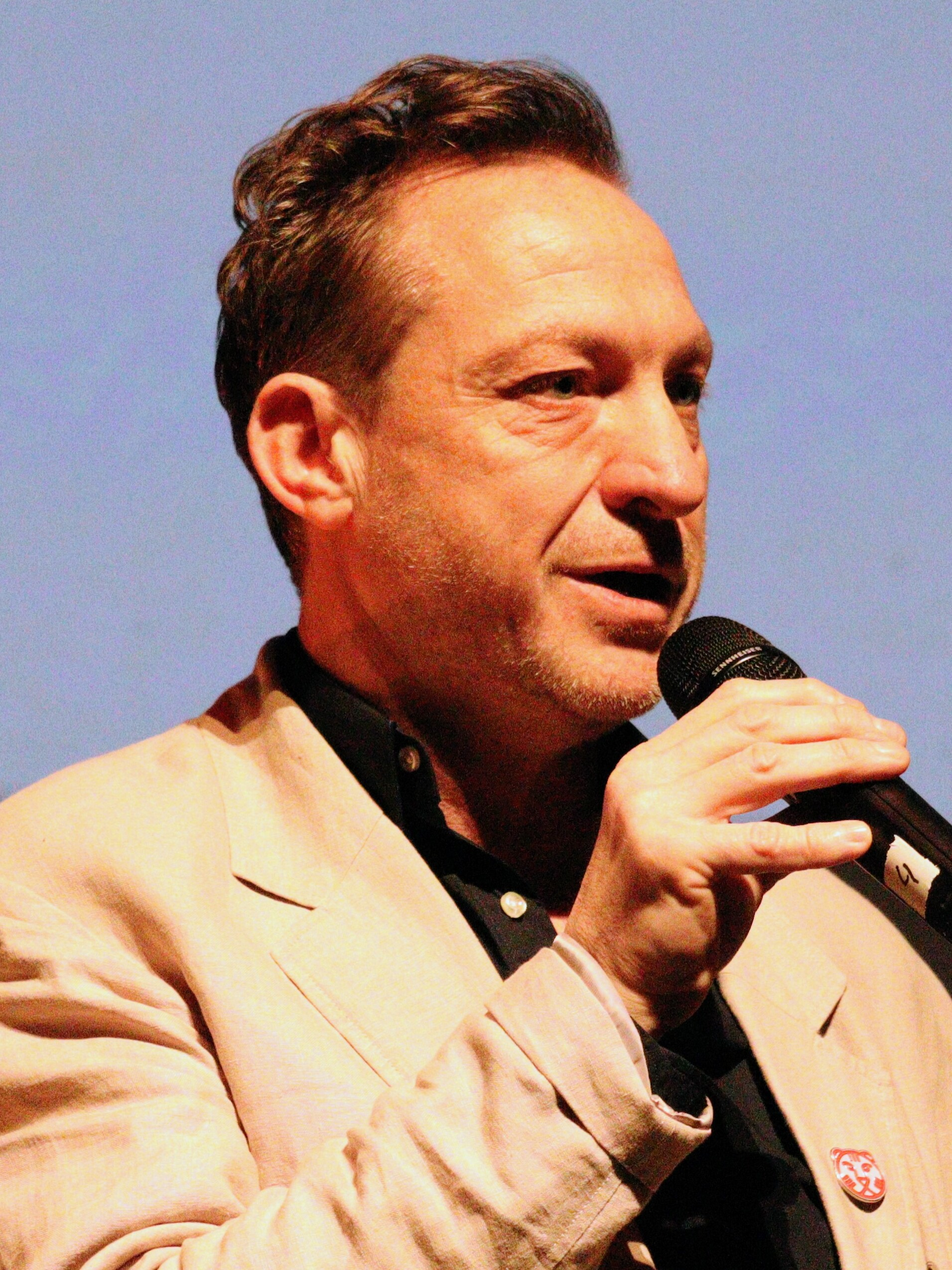
Лол Кроулі, найкращий оператор

## Фільми з кількома номінаціями та нагородами
Нижче наведено картини, які отримали декілька номінацій:
| Номінації | Фільми                            |
| --------- | --------------------------------- |
| 13        | Емілія Перес                      |
| 10        | Бруталіст                         |
| 10        | Wicked: Чародійка                 |
| 8         | Боб Ділан: Цілковитий незнайомець |
| 8         | Конклав                           |
| 6         | Анора                             |
| 5         | Дюна: Частина друга               |
| 5         | Субстанція                        |
| 4         | Носферату                         |
| 3         | Я все ще тут                      |
| 3         | Сінг-сінг                         |
| 3         | Дикий робот                       |
| 2         | Учень. Історія Трампа             |
| 2         | Потік. Останній кіт на Землі      |
| 2         | Хлопчаки з «Нікеля»               |
| 2         | Справжній біль                    |

## Нагороди губернаторів
17 листопада 2024 року відбулася 15-та щорічна церемонія Нагороди губернаторів, під час якої були вручені такі нагороди:

### За видатні заслуги в кінематографі
- Квінсі Джонс (посмертно) — американський композитор, аранжувальник і музичний продюсер. Автор музики до 50 фільмів («Маккенове золото», «Нові центуріони», «Остін Паверс», «Убити Білла»).
- Джульєт Тейлор[en] — американська директорка з кастингу. Вона взяла участь у кастингу понад 100 фільмів, у тому числі в 43 фільмах Вуді Аллена.

### Нагорода імені Джина Гершолта
- Річард Кертіс — британський сценарист, продюсер і режисер. Відомий насамперед завдяки сценаріям до романтичних комедій, серед яких «Чотири весілля і похорон», «Ноттінг-Гілл», «Щоденник Бріджит Джонс», «Реальна любов».

### Нагорода імені Ірвінга Тальберга
- Майкл Ґ. Вілсон[en] і Барбара Брокколі[en] — британські продюсери (зведені брат і сестра), найбільш відомі за асоціацією з серією фільмів про Джеймса Бонда.

## Цікаві факти
- Одним з номінантів на нагороду за найкращу чоловічу роль другого плану став російський актор Юрій Борисов за роль у фільмі «Анора», чим викликав резонанс у російських ЗМІ та обурення української кіноспільноти[30][31].